# Entoloma incanum
Entoloma incanum (Fr.) Hesler, 1967 è un fungo basidiomicete della famiglia delle Entolomataceae.

## Descrizione della specie
Cappello 
1–5 cm di diametro, prima emisferico o tronco-conico, poi convesso si espande quasi a piano, spesso depresso al centro
cuticolapiù o meno igrofana, da giallo-marrone a oliva-marrone, più scura al centro, più o meno igrofana
marginestriato per trasparenza, involuto
 Gambo 
2-8 x 0,1-0,4 cm, cilindrico, giallo-verdastro, al tatto vira al verde-bluastro, liscio, fibrilloso alla base.
 Lamelle 
Più o meno fitte, adnate, bianco-verdastre.
 Carne 
Giallo verdastra, si scolora una volta tagliata.
Odore: di urina di topo
Sapore: sgradevole
 Caratteri microscopici 
Sporerosa in massa, oblunghe, angolose, 10,5 -14 x 7,5 – 10,5 µm.
Basiditetrasporici.
Cheilocistidiassenti
Giunti a fibbiaassenti.

## Distribuzione e habitat
Fungo abbastanza raro, fruttifica nei prati o sui bordi delle strade, dalla fine dell'estate all'autunno tardo.

## Commestibilità
Senza valore

## Tassonomia

### Sinonimi e binomi obsoleti
- Agaricus euchlorus Lasch, Epicrisis Systematis Mycologici (Upsaliae): 154 (1838)
- Agaricus incanus Fr., Systema mycologicum (Lundae) 1: 209 (1821)
- Agaricus murinus Sowerby, Coloured figures of English Fungi or Mushrooms (London) 2: tab. 162 (1798)
- Agaricus sowerbei Berk., Engl. Fl., Edn 2 5(2): 82 (1836)
- Leptonia euchlora (Lasch) P. Kumm., Führ. Pilzk. (Zwickau): 96 (1871)
- Leptonia incana (Fr.) Gillet, Hyménomycètes (Alençon): 414 (1876)
- Leptonia incana var. citrina D.A. Reid, Fungorum Rariorum Icones Coloratae 6: 18 (1972)
- Leptonia incanus (Fr.) Gillet, Hyménomycètes (Alençon): 414 (1877)
- Rhodophyllus incanus (Fr.) E. Horak, Fl. criptog. Tierra del Fuego 11(6): 87 (1980) [1979]

### Specie simili
Potrebbe essere confuso con Hygrocybe psittacina.